# Allotropia (chimica)

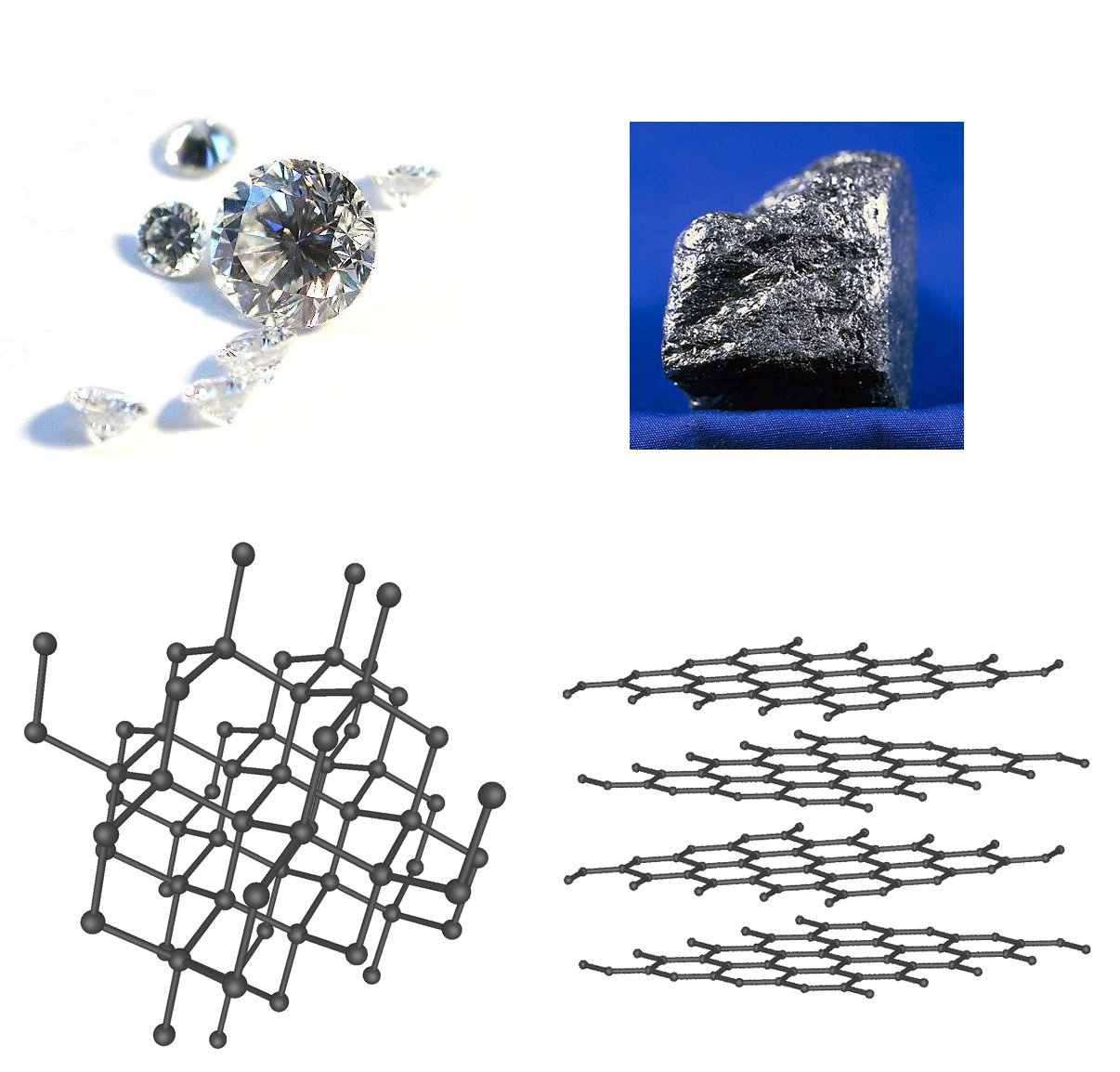
Diamante (a sinistra) e grafite, due degli stati allotropici del carbonio. Sotto i modelli delle relative strutture cristalline.

L'allotropia (dal greco allos, altro, e tropos, modo) è una caratteristica che indica la proprietà di alcune sostanze chimiche di esistere in diverse forme, i cui atomi appartengono ad uno stesso elemento chimico. Le diverse forme sono note come allotropi. Il termine è stato utilizzato per la prima volta dal chimico Jöns Jacob Berzelius. 
Il termine "allotropi" può anche essere usato in riferimento alle forme molecolari in una sostanza semplice (come nel caso di un gas biatomico), anche nel caso che vi sia una sola ulteriore forma.

## Allotropia e stati della materia
L'allotropia si riferisce specificamente alla struttura del legame chimico esistente fra atomi dello stesso tipo e non deve essere confusa con l'esistenza di differenti stati fisici, come per l'acqua che può esistere come gas (vapore), liquido (acqua), oppure solido (ghiaccio).
Queste fasi dell'acqua non sono forme allotropiche poiché sono prodotte da cambiamenti dei legami fisici esistenti fra le diverse molecole dell'acqua piuttosto che da modificazioni del legame chimico delle molecole stesse. Ciascun allotropo di un elemento può esistere nelle diverse fasi solida, liquida o gassosa.

## Allotropia e polimorfismo
Comunemente, l'allotropia si riferisce a sostanze semplici allo stato solido mentre il polimorfismo si può riferire più genericamente anche a composti allo stato solido che possono presentare più forme cristalline.

## Esempi
Alcuni esempi classici di sostanze semplici che hanno forme allotropiche sono:
- il fosforo (nelle forme "rosso", "bianco", "purpureo", ecc.);
- l'ossigeno (O2) e l'ozono (O3);
- il carbonio (nelle forme grafite, diamante, grafene, fullerene, nanotubo, e altri allotropi del carbonio).

Altri esempi di allotropi sono dati dal carbonato di calcio, calcite e aragonite, dallo zolfo o dal ghiaccio stesso, che in condizioni di diverse temperatura e pressione modifica la sua struttura secondo i suoi diversi allotropi, indicati usualmente con numeri romani; finora se ne conoscono quasi una decina.

### Allotropi del carbonio
Nel caso degli allotropi del carbonio, determinate caratteristiche fisiche possono differire drasticamente da un allotropo a un altro. Nel diamante ciascun atomo è collegato ad altri 4 atomi secondo un reticolo a tetraedro (un atomo al centro, legato ai 4 atomi nei vertici del tetraedro).
Diversamente, nella grafite ciascun atomo è saldamente legato ad altri tre atomi formando lamine esagonali. Queste lamine esagonali sono impilate con altre lamine con le quali sono blandamente legate, giustificandone così la bassissima durezza Mohs (di valore 1, confrontata a 10 per il diamante).
La struttura del fullerene, altro allotropo del carbonio che si ritrova nella fuliggine, assomiglia a quella della grafite, con la differenza che gli atomi, anziché essere organizzati in esagoni regolari, sono organizzati a formare esagoni e pentagoni in modo tale che le lamine di fullerene possono essere "arrotolate" su se stesse a formare sferoidi, similmente a palloni da calcio con le cuciture.
Gli allotropi del carbonio non differiscono solo per le caratteristiche fisiche ma anche come reattività chimica: la grafite può essere ossidata dall'acido nitrico, formando composti correlabili al benzene, mentre il diamante non produce alcun composto simile.

## Enantiotropia e monotropia
La trasformazione che sta alla base dell'allotropia può essere reversibile, ovvero il fenomeno può avvenire spontaneamente in entrambe le direzioni, o irreversibile, ovvero il fenomeno può avvenire spontaneamente solo verso una ben determinata direzione.
Nel caso di fenomeno reversibile, viene utilizzato il termine enantiotropia per descrivere il passaggio in forme cristalline che possono essere interconvertite spontaneamente variando la temperatura in determinate condizioni di pressione costante. Ad esempio, riscaldando lo zolfo α alla temperatura di 95,6 °C, a pressione costante di 1 atm, è possibile ottenere la trasformazione nella forma caratteristica dello zolfo β. Reversibilmente, raffreddando lo zolfo β fino al valore di 95,6 °C, sempre a pressione atmosferica costante, è possibile riottenere la forma α dell'elemento. È necessario lavorare con piccoli gradienti di temperatura per evitare la formazione di allotropi instabili.
Se invece la trasformazione è in grado di evolvere spontaneamente solo verso una ben determinata direzione, si parlerà allora di monotropia e in questo caso non risulterà possibile riformare l'allotropo di partenza. Un classico esempio di trasformazione monotropa è rappresentato dalla trasformazione diamante ⇒ grafite: riscaldando sottovuoto il diamante alla temperatura di 1 800 °C viene realizzata la trasformazione irreversibile in grafite; il processo inverso non si verifica spontaneamente ed è stato riprodotto (dopo tanti sforzi) solamente in laboratorio in condizioni di pressione e temperatura elevate.

## Lista di allotropi comuni
| Elemento | Allotropi |
| -------- | --- |
| Carbonio | - diamante - cristallo trasparente, molto duro con gli atomi di carbonio disposti a tetraedro. Non conduce elettricità ma conduce calore. - lonsdaleite - noto anche come diamante esagonale. - grafite - un solido morbido di colore nero, buon conduttore elettrico. Gli atomi di carbonio sono disposti in esagoni, in piani orizzontali. - fullerene - con una forma a sfera, come il C60. - nanotubi - a forma cilindrica - grafene - sono i costituenti della grafite. Possiedono una struttura piana formata da celle esagonali - penta-grafene - una struttura bidimensionale per adesso solo teorizzata, in cui gli atomi di carbonio sono disposti a pentagoni |
| Fosforo  | - Fosforo bianco - solido cristallino (P4) - Fosforo rosso - solido polimerico, consiste di tanti fosfori bianchi legati in una lunga catena. - Fosforo nero - semiconduttore, analogo alla grafite, è la struttura più stabile. |
| Ossigeno | - O2 - gas incolore - ozono, O3 - di colore blu, fondamentale nell'atmosfera - tetraossigeno, O4 - metastabile - ossigeno solido, O8 - di colore rosso |
| Zolfo    | - Zolfo amorfo - un solido polimerico - Zolfo rombico - cristalli molto grandi composti di molecole di S8 - Zolfo monoclinico - piccoli cristalli a forma di ago - Altre molecole come S7 ed S12 |